# Daniele Franz
Daniele Franz (Udine, 11 giugno 1963) è un politico italiano.
Diplomato presso il liceo Ginnasio Jacopo Stellini di Udine, si è laureato in Giurisprudenza presso l'Università di Bologna (Alma mater studiorum).
Nel corso degli anni ha lavorato come speaker radiofonico, consulente presso uno studio economico commerciale, collaboratore del quotidiano Il Gazzettino di Venezia (edizione di Udine). Dal 2006 è impiegato presso i gruppi parlamentari della Camera dei deputati.

## La carriera politica
Inizia l'attività politica nelle organizzazioni giovanili del Movimento Sociale Italiano.
Nel 1984 diviene presidente del Fronte della Gioventù di Udine.
Nel 1985 è eletto consigliere presso la prima circoscrizione di Udine, confermato fino al 1991.
Nel 1987 viene nominato segretario cittadino del Movimento Sociale Italiano e membro dell'esecutivo nazionale del Fronte della Gioventù.
Nel 1988 entra a far parte del comitato centrale del Movimento Sociale Italiano.
Nel 1991 è eletto consigliere comunale nel comune di Udine, rimanendo in carica fino al 2008.
Nel 1994 diviene presidente Provinciale di Alleanza Nazionale fino al 1996.
Nel 1996 viene eletto alla Camera dei deputati, nello stesso anno è nominato membro della Direzione Nazionale di Alleanza Nazionale.
Nel 2001 confermato alla Camera dei deputati con il ruolo di vice capogruppo di Alleanza Nazionale, Membro della XIV Commissione Politiche comunitarie e membro del Comitato per la valutazione tecnico scientifica (VAST), rappresentante italiano alla conferenza euro-mediterranea di Strasburgo.
Nel 2002 rappresentante italiano al Congresso dei Giovani Leader Euro-asiatici di Berlino, rappresentante italiano al Summit mondiale per lo sviluppo sostenibile di Johannesburg.
Nel 2013 si è candidato come capolista per la circoscrizione elettorale di Udine nella lista civica Un'Altra Regione in vista del rinnovo del consiglio regionale del Friuli-Venezia Giulia.